# Boucle de l'Artois 2013
Le Boucle de l'Artois 2013, ventiquattresima edizione della corsa valevole come prova del circuito UCI Europe Tour 2013 categoria 2.2, si svolse in 3 tappe dal 30 al 31 marzo 2013 per un percorso totale di 334 km, con partenza da Saint-Pol-sur-Ternoise ed arrivo a Mont-Saint-Éloi. Fu vinta dallo svedese Fredrik Ludvigsson del Team People4you-Unaas Cycling, che si impose in 8 ore 20 minuti e 45 secondi, alla media di 40,01 km/h.
Al traguardo di Mont-Saint-Éloi 96 ciclisti completarono la competizione.

## Tappe
| Tappa  | Data     | Percorso                              | km    | Vincitore di tappa  | Leader cl. generale |
| ------ | -------- | ------------------------------------- | ----- | ------------------- | ------------------- |
| 1ª     | 30 marzo | Saint-Pol-sur-Ternoise > Hesdin       | 178   | Louis Verhelst      | Louis Verhelst      |
| 2ª     | 31 marzo | Croisilles > Arras(Cron. individuale) | 23,5  | Fredrik Ludvigsson  | Fredrik Ludvigsson  |
| 3ª     | 31 marzo | Houdain > Mont-Saint-Éloi             | 132,5 | Leonardo Pinizzotto | Fredrik Ludvigsson  |
| Totale | Totale   | Totale                                | 334   |                     |                     |

## Squadre partecipanti
| N.    | Cod. | Squadra                   |
| ----- | ---- | ------------------------- |
| 1-6   | DKK  | Designa Køkken-Knudsgaard |
| 7-12  | ARH  | Atlas Personal-Jakroo     |
| 13-18 | BWC  | Blue Water Cycling        |
| 19-24 | CMD  | Colba-Superano Ham        |
| 25-30 | CJP  | Cyclingteam Jo Piels      |
| 31-36 | DOL  | Doltcini-Flanders         |
| 37-42 | ETI  | Etixx-Ihned               |
| 43-48 | RCJ  | Rapha Condor JLT          |
| 49-54 | KRA  | Ringeriks-Kraft Look      |
| 55-60 | GLU  | Team Cult Energy          |
| 61-66 | CCD  | Team Differdange-Losch    |
| 67-72 | PPO  | Nippo-De Rosa             |

| N.      | Cod. | Squadra                        |
| ------- | ---- | ------------------------------ |
| 73-78   | OHR  | Team Oster Hus-Ridley          |
| 79-84   | PPY  | Team People4you-Unaas Cycling  |
| 85-90   | TET  | Thüringer Energie Team         |
| 91-96   | USA  | USA U23                        |
| 97-102  |      | EFC-Omega Pharma-Quick Step    |
| 103-108 |      | Lotto-Belisol U23              |
| 109-114 |      | Team Hed Rrg Porz By Staps     |
| 115-120 |      | CC Nogent-sur-Oise             |
| 121-126 |      | CC Villeneuve-Saint-Germain SA |
| 127-132 |      | VC Rouen 76                    |
| 133-138 |      | EC Raismes PFPH                |

## Dettagli delle tappe

### 1ª tappa
- 30 marzo: Saint-Pol-sur-Ternoise > Hesdin – 178 km

Risultati
| Pos. | Corridore       | Squadra       | Tempo    |
| ---- | --------------- | ------------- | -------- |
| 1    | Louis Verhelst  | Etixx-Ihned   | 4h20'55" |
| 2    | Gerry Druyts    | EFC-Omega P.  | s.t.     |
| 3    | Alberto Cecchin | Nippo-De Rosa | s.t.     |

| Pos. | Corridore       | Squadra       | Tempo    |
| ---- | --------------- | ------------- | -------- |
| 1    | Louis Verhelst  | Etixx-Ihned   | 4h20'55" |
| 2    | Gerry Druyts    | EFC-Omega P.  | s.t.     |
| 3    | Alberto Cecchin | Nippo-De Rosa | s.t.     |

### 2ª tappa
- 31 marzo: Croisilles > Arras - (Cron. individuale) – 23,5 km

Risultati
| Pos. | Corridore          | Squadra     | Tempo  |
| ---- | ------------------ | ----------- | ------ |
| 1    | Fredrik Ludvigsson | People4you  | 30'41" |
| 2    | Eamon Franck       | Stati Uniti | a 19"  |
| 3    | Jasha Sütterlin    | Thüringer   | a 23"  |

| Pos. | Corridore          | Squadra     | Tempo    |
| ---- | ------------------ | ----------- | -------- |
| 1    | Fredrik Ludvigsson | People4you  | 4h51'36" |
| 2    | Berden de Vries    | Jo Piels    | a 26"    |
| 3    | André Steensen     | Cult Energy | a 29"    |

### 3ª tappa
- 31 marzo: Houdain > Mont-Saint-Éloi – 132,5 km

Risultati
| Pos. | Corridore           | Squadra       | Tempo    |
| ---- | ------------------- | ------------- | -------- |
| 1    | Leonardo Pinizzotto | Nippo-De Rosa | 3h29'06" |
| 2    | Florian Sénéchal    | Etixx-Ihned   | a 3"     |
| 3    | Johan Coenen        | Differdange   | s.t.     |

| Pos. | Corridore          | Squadra     | Tempo    |
| ---- | ------------------ | ----------- | -------- |
| 1    | Fredrik Ludvigsson | People4you  | 8h20'45" |
| 2    | Berden de Vries    | Jo Piels    | a 26"    |
| 3    | André Steensen     | Cult Energy | a 54"    |

## Classifiche finali

### Classifica generale
| Pos. | Corridore            | Squadra     | Tempo    |
| ---- | -------------------- | ----------- | -------- |
| 1    | Fredrik Ludvigsson   | People4you  | 8h20'45" |
| 2    | Berden de Vries      | Jo Piels    | a 26"    |
| 3    | André Steensen       | Cult Energy | a 54"    |
| 4    | Lukasz Wisniowski    | Etixx-Ihned | a 1'17"  |
| 5    | Clément Lhotellerie  | Colba       | a 1'21"  |
| 6    | Alex Frame           | Thüringer   | a 1'34"  |
| 7    | Sjors Roosen         | Jo Piels    | a 1'38"  |
| 8    | Johan Coenen         | Differdange | a 1'43"  |
| 9    | Florian Sénéchal     | Etixx-Ihned | a 1'45"  |
| 10   | Fredrik Strand Galta | Oster Hus   | a 1'55"  |

### Classifica a punti
| Pos. | Corridore           | Squadra       | Punti |
| ---- | ------------------- | ------------- | ----- |
| 1    | Fredrik Ludvigsson  | People4you    | 37    |
| 2    | Berden de Vries     | Jo Piels      | 31    |
| 3    | Alberto Cecchin     | Nippo-De Rosa | 26    |
| 4    | Louis Verhelst      | Etixx-Ihned   | 25    |
| 5    | Leonardo Pinizzotto | Nippo-De Rosa | 25    |

### Classifica scalatori
| Pos. | Corridore             | Squadra     | Punti |
| ---- | --------------------- | ----------- | ----- |
| 1    | Louis Verhelst        | Etixx-Ihned | 18    |
| 2    | Bram de Kort          | Jo Piels    | 12    |
| 3    | Maximilian Schachmann | Thüringer   | 8     |
| 4    | Nicolas Pelleriaux    |             | 7     |
| 5    | Johan Coenen          | Differdange | 5     |

### Classifica giovani
| Pos. | Corridore          | Squadra     | Tempo    |
| ---- | ------------------ | ----------- | -------- |
| 1    | Fredrik Ludvigsson | People4you  | 8h20'45" |
| 2    | Lukasz Wisniowski  | Etixx-Ihned | a 1'17"  |
| 3    | Alex Frame         | Thüringer   | a 1'34"  |
| 4    | Sjors Roosen       | Jo Piels    | a 1'38"  |
| 5    | Florian Sénéchal   | Etixx-Ihned | a 1'45"  |

### Classifica a squadre
| Pos. | Squadra                | Tempo     |
| ---- | ---------------------- | --------- |
| 1    | Etixx-Ihned            | 25h07'25" |
| 2    | Team Cult Energy       | a 24"     |
| 3    | Thüringer Energie Team | a 56"     |
| 4    | Differdange-Losch      | a 2'18"   |
| 5    | Lotto-Belisol U23      | a 2'29"   |